# 올가 레페신스카야

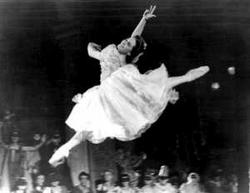
1940

올가 바실리예브나 레페신스카야(러시아어: Ольга Васильевна Лепешинская, 1916년 9월 16일 ~ 2008년 12월 21일)는 러시아의 유명한 발레리나이자 소련인민예술가(1951년)이다. 1916년에 키예프의 폴란드인 가족 사이에서 태어났다. 그녀는 모스크바 무용학교를 졸업하고, 볼쇼이 극장에서 30년 동안 발레리나로 활동했다. 잠시 동안 그녀가 스탈린의 애인이라는 소문이 돌기도 했다. 세비야의 이발소, 세명의 뚱뚱보에서 주연을 맡기도 했다. 1956년에 소비에트 연방의 장군 알렉세이 안토노프와 결혼을 했다. 하지만 남편은 1962년에 사망했으며, 남편이 사망하면서 충격으로 잠시 눈이 멀기도 했다.